# Powiat kołomyjski
Powiat kołomyjski – powiat województwa stanisławowskiego II Rzeczypospolitej. Jego siedzibą było miasto Kołomyja.

## Zmiany administracyjne
- 1 stycznia 1926 z powiatu nadwórniańskiego do powiatu kołomyjskiego włączono gminę jednostkową Święty Józef[1].

## Gminy wiejskie w 1934 r.
1 sierpnia 1934 r. dokonano nowego podziału powiatu na gminy wiejskie.
- gmina Berezów Średni
- gmina Gwoździec Miasto
- gmina Jabłonów
- gmina Kamionki Wielkie
- gmina Kołomyja
- gmina Korszów
- gmina Kosmacz
- gmina Kułaczkowce
- gmina Matyjowce
- gmina Peczeniżyn
- gmina Św. Stanisław
- gmina Tłumaczyk
- gmina Werbiąż Wyżny
- gmina Winograd

## Miasta
- Kołomyja
- Peczeniżyn

## Starostowie
- Józef Nowak (–1932)[3]
- Władysław Józef Skłodowski (1932–)
- Józef Wimmer (-1937)[4][5]